# Henri Partoes
Henri Louis François Partoes ou Hendrik Lodewijk Franciscus Partoes, est un architecte belge né à Bruxelles le 25 août 1790 et mort le 30 décembre 1873. Il est passé à la postérité comme grand spécialiste de l'architecture hospitalière.

## Biographie
Il est le fils de Henri Partoes, ardoisier, baptisé en l'église Notre-Dame du Finistère à Bruxelles le 6 août 1756 à Bruxelles, et de Marie Elisabeth Dupont.
En 1817, il épouse Anne Verhaegen, domiciliée à Appels, dans l'actuelle commune de Termonde.
Il suit les cours de l'Académie royale des beaux-arts de Bruxelles où il est disciple d'Antoine Cardon, Gilles-Lambert Godecharle, Antoine Brice et Jean-Alexandre Werry.
Avec le Grand Hospice, Henri Louis François Partoes signe la première, et sans doute la plus remarquable, d’une longue série de réalisations du même genre, comme la transformation du couvent des Alexiens en hospice pour femmes valides, la construction de l’ancien hôpital pavillonnaire Saint-Jean en bordure du boulevard du Jardin Botanique, de l’hospice Pachéco au boulevard de Waterloo et l’installation de l’Orphelinat des filles dans l’ancien couvent des Bogards de la rue du Midi.  Spécialiste éminent de l’architecture hospitalière, il n’en a pas moins construit quelques maisons et dessiné la place Saint-Jean et le prolongement de la rue Royale au-delà du parc de Bruxelles. C'est ainsi que, en 1824, il construit une maison rue de Laeken, (actuel 78), prestigieuse artère bruxelloise, où il s'installe avec sa famille. Dans cette rue où Laurent-Benoît Dewez, avait jadis construit sa demeure, il sera  proche d'autres architectes renommés : son voisin (à l'actuel n°76) n'est autre que l'architecte et entrepreneur Philippe Poelaert, père de Joseph Poelaert, au no 31 habite Jean-Alexandre Werry et au numéro 77 naîtra Henri van Dievoet.
Apprécié par ses pairs, Henri Partoes aime à rappeler qu’il s’était formé à l’architecture en autodidacte.  Contraint de travailler à la mort de ses parents alors qu’il n’a que quatorze ans, il est pris sous l’aile d’un général des armées impériales qui lui évite les affres de la conscription.  Employé aux ouvrages du génie, il suit les ingénieurs sur le front, au gré des urgences stratégiques, et se forme sur le tas.  En 1814, il est sélectionné par l’administration des hospices au poste d’inspecteur et directeur des bâtiments et ouvrages de construction quelconques des établissements de charité du premier arrondissement de la Dyle.  Les premiers temps, il est absorbé par la gestion des biens des hospices, négligés par son prédécesseur. Zélé au point de dessiner lui-même certains plans de détail et de s’occuper de l’intendance, il obtient très vite une augmentation de salaire.  
La gestation du projet de Grand Hospice qui, de bâtiments séparés, évolue vers un grand ensemble pour terminer par la restructuration complète du quartier, prendra une dizaine d’années en raison des lenteurs administratives.  En homme consciencieux et patient, Partoes en profite pour explorer toutes les possibilités.  Il n’hésite pas à remettre le travail sur le métier pour satisfaire ses commanditaires.
Sa réflexion est essentiellement alimentée par les idées développées par le théoricien français de l’architecture Jean-Nicolas-Louis Durand (1760-1834), dans son  Précis des leçons d’architecture.  Professeur à l’École polytechnique, Durand défend une architecture fonctionnelle et rationnelle au service de l’utilité publique ou privée.  Solidité, salubrité, commodité et économie forment son credo, qu’il traduit en symétrie, régularité et simplicité dans les façades qu’il dépouille de toute décoration superficielle.  Sans s’en départir, Henri Partoes assouplira sa rigueur néoclassique au fil de ses réalisations qui font un peu plus de place à la monumentalité et au décorum.
Il figure dans la liste des fondateurs de l'Université libre de Bruxelles et fut membre de la Franc-maçonnerie. 
Henri Partoes est inhumé au cimetière de Laeken (caveau 124).

## Réalisations

### Édifices publics
- 1827 : Grand Hospice ou Hospice Pachéco
- après 1827 : plan du quartier du Béguinage, Bruxelles
- 1829-1832 : Ancien hospice Pachéco, boulevard de Waterloo, Bruxelles, démoli
- 1838-1843 : Hôpital Saint-Jean, boulevard du Jardin Botanique, Bruxelles, démoli
- 1860 : Stanhope Hotel by Thon Hotels, Bruxelles
- Orphelinat des Filles, rue du Midi, Bruxelles.

### Espaces publics
- Place Saint-Jean
- Prolongement de la rue Royale

## Sources
- COEKELBERGHS (D.), LOZE (P.) et csts, Un ensemble néo-classique à Bruxelles : Le Grand Hospice et le quartier du Béguinage, Monographies du patrimoine de la Belgique, Ministère de la Communauté française et Institut royal du patrimoine artistique, Liège, Pierre Mardaga éditeur, 1983, 420 p.
- DEMEY (Th.), Un canal dans Bruxelles, bassin de vie et d’emploi – Een kanaal in Brussel, bron van leven en werk, Bruxelles, Badeaux, 2008, 160 p.